# I bitwa u przylądka Finisterre
I bitwa u przylądka Finisterre – starcie zbrojne, które miało miejsce 14 maja 1747 podczas austriackiej wojny sukcesyjnej (1740–1748).
Bitwa stoczona została koło przylądka Finisterre pomiędzy flotą brytyjską złożoną z 15 liniowców (922 działa) dowodzoną przez admirała George’a Ansona znajdującego się na 50-działowym okręcie Centurion (okrętem flagowym był 90-działowy Prince George), a francuskim konwojem liczącym 30 statków i eskortowanym przez eskadrę admirała markiza de La Jonquiere.
La Jonquiere osłaniał konwój francuskich statków handlowych należących do Francuskiej Kompanii Wschodnioindyjskiej (Compagnie française des Indes orientales). Napotkawszy flotę brytyjską rozkazał konwojowi przyspieszyć, a sam z 4 liniowcami, 3 fregatami i 5 dużymi statkami handlowymi (560 dział) stawił czoło flocie Ansona. Podczas pięciogodzinnej bitwy Brytyjczycy zdobyli wszystkie 5 statków handlowych oraz 4 francuskie liniowce i 2 francuskie fregaty. La Jonquiere zdołał ujść jedynie z jedną fregatą. Dzięki stawionemu oporowi reszta statków (prócz dwóch najwolniejszych) zdołała uciec. Francuzi oprócz 7 statków handlowych, 4 liniowców i 2 fregat stracili (nie licząc jeńców) ok. 800 zabitych i rannych. Anglicy stracili 520 zabitych i rannych.
Po tym zwycięstwie Anson został awansowany na wiceadmirała (Vice Admiral) i podniesiony do rangi para Anglii.
Do kolejnej bitwy u przylądka Finisterre doszło w październiku tego samego roku.